# Нуньо Гусман
Нуньо Белтран де Гусман (на испански: Nuño Beltrán de Guzmán) е испански конкистадор, изследовател и колониален администратор.

## Биография
Роден е около 1490 година в Гуадалахара (днес в Кастилия-Ла Манча, Испания), в старо благородническо семейство. За известно време е сред 100-те телохранители на крал Карл V и през 1522 г. придружава императора във Фландрия, където предприема няколко дипломатически мисии.
През 1525 г. е назначен за губернатор на провинция Пануко и заема този пост до 1533, а от 1529 става едновременно губернатор и на провинция Нова Галиция до 1534 г. През 1526 г. пристига в Испаньола, но се разболява и до 1527 не може да се добере до провинцията, която трябва да управлява. Едва през май 1527 г. поема поста си. Там започва упорита борба за властта в Мексико със съперника си Ернан Кортес.
През 1528 г. оглавява поход в Западно Мексико за завоюване на нови територии и подкопаване властта на Кортес и основава градовете Гуадалахара и Сакатекас. Спуска се по река Лерма-Сантяго и на юг от устието ѝ открива залива Лас Бандерас (20°37′ с. ш. 105°26′ з. д. / 20.616667° с. ш. 105.433333° з. д.), продължава на север по брега и достига до входа на Калифорнийския залив.
През 1530 г. възглавява неуспешен поход до Тексас и основава град Кулякан. През 1536 г. е арестуван за държавна измяна, злоупотреба с власт и лошо отношение към местните жители, окован във вериги и през 1537 е изпратен в Испания. Там през 1538 г. напълно е оправдан и короната отново му се доверява, като отново е назначен за кралски телохранител и остава на този пост официално до 1561 г. въпреки че умира около 1544 година.